# Adrenergní receptor

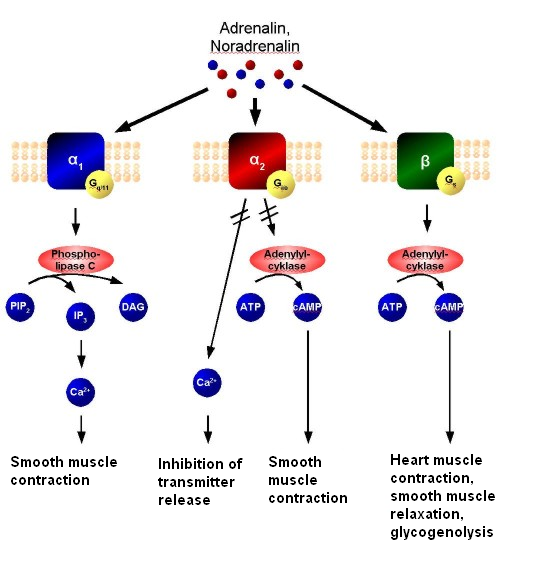
Jednotlivé typy adrenergních receptorů; vyznačeny jsou způsoby, jimiž je signál z těchto receptorů převáděn dovnitř buňky

Adrenergní receptor čili adrenoreceptor nebo je označení pro skupinu receptorů spřažených s G-proteinem, na které se vážou katecholaminy, např. noradrenalin, adrenalin a dopamin.

## Klasifikace
Všechny adrenergní receptory se běžně dělí na alfa-adrenoreceptory a beta-adrenoreceptory. Receptory skupiny alfa jsou citlivější k adrenalinu než izoproterenolu, beta-adrenoreceptory reagují přesně naopak. V těle se v typickém případě váže noradrenalin spíše na alfa-adrenoreceptory, zatímco adrenalin na adrenoreceptory skupiny beta; existuje však mnoho výjimek. Podrobněji se rozlišují ještě α1 a α2 adrenoreceptory, stejně tak β1, β2 a β3 adrenoreceptory; každý se specifickou funkcí.

## Funkce
Funkce adrenergních receptorů jsou velmi různé a liší se podle konkrétního typu adrenergního receptoru.
- Alfa-adrenoreceptory: obecně zvýšená glykogenolýza v játrech, zvýšená glukoneogeneze, relaxace hladkého svalstva ve střevech;[2]
  - α1 receptory – po přijetí signálu dochází v cílové buňce k IP3/DAG signalizační kaskádě;[3]
  - α2 receptory – po přijetí signálu dochází v cílové buňce k inhibici syntézy cAMP;[3]
- beta-adrenoreceptory: obecně zvýšená svalová glykogenolýza a jaterní glukoneogeneze a glykogenolýza, mobilizace zásobního tuku, zrychlení srdeční frekvence a prohloubení stahu;[2]
  - β1, β2, β3 adrenoreceptory – po přijetí signálu dochází v cílové buňce k zvýšené produkci cAMP.[3]